# Talmage (Nebraska)
Talmage – wieś w Stanach Zjednoczonych, w stanie Nebraska, w hrabstwie Otoe.